# دروگوشه
دروگوشه (به لهستانی:  Drogosze) یک روستا در لهستان است که در گمینا بارچیانه واقع شده‌است. دروگوشه ۵۹۷ نفر جمعیت دارد.